# 강원 FS
강원 FS(Gangwon Futsal Club)는 대한민국 강원특별자치도 춘천시에 있는 풋살 선수단이다. 강원특별자치도민프로축구단이 운영하는 남자 세미프로 풋살단이며, 2021년에 창단되었다.

## 참고 문헌
- “스포츠지원포털 등록 현황”. 대한체육회.
- “KFA 통합경기정보 시스템”. 대한축구협회.